# Flebologia
Flebologia – dział medycyny zajmujący się diagnostyką i chorobami żył. W Polsce od roku 1991 działa Polskie Towarzystwo Flebologiczne.